# 大犬座κ

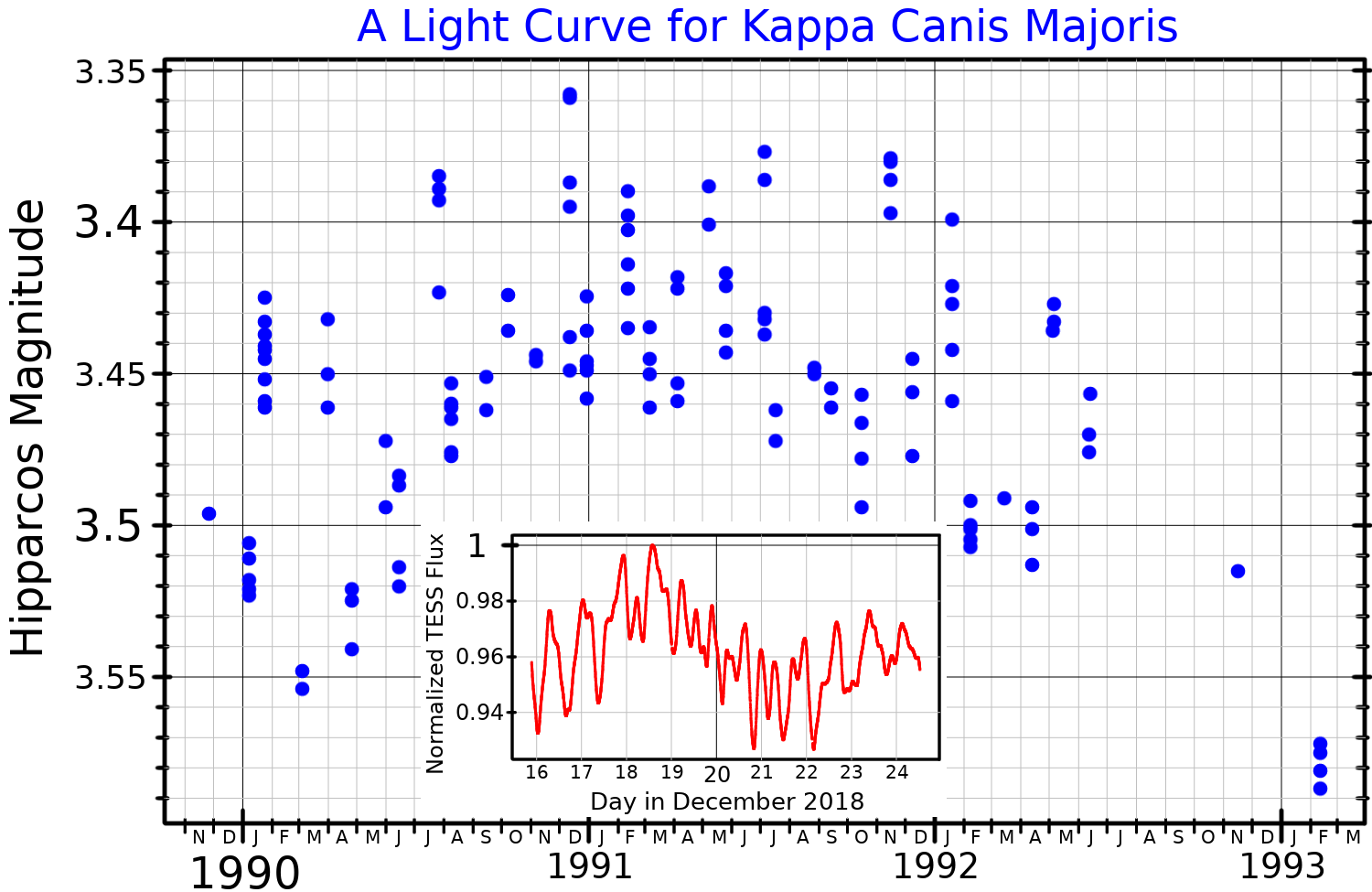
大犬座κ光度曲線圖，較大的區塊是長期趨勢，而較小的區塊是短期變化。

大犬座Kappa（大犬座κ，κ CMa）是一个位于大犬座的恒星。它距离地球大约886光年。
大犬座Kappa是一个蓝白色的B型巨星，视星等3.4。这是一个快速自转的Be星有着12倍太阳半径。它被分类为仙后座γ变星，亮度变化从3.4到3.97。它在1963到1978年间变亮了50%，从3.96等到3.52等。
在中国星官系统中，大犬座Kappa被称为弧矢八。